# Вилькин, Андрей Яковлевич
Андрей Яковлевич Вилькин (род. 1958) — советский и белорусский каратист и тренер по каратэ, стиль Сётокан, VII дан (WUKF, 2009). Ветеран белорусского каратэ, один из создателей белорусской школы каратэ. Мастер спорта, чемпион Беларуси, бронзовый призёр чемпионата мира (Токио/Япония — 1997), победитель международных соревнований. Заслуженный тренер Беларуси (1999). Имеет учёное звание доцент по специальности «педагогика» (2006).
Начал заниматься каратэ в 1976. Первый учитель — Олег Кириенко. Обучался сам и у разных учителей, включая лидеров мирового Сётокана: Хироказу Каназава, Тейджи Казэ, Кейносуке Эноэда, Хидэо Очи, Тетсухико Асаи, Хитоши Касуя и других. В 1977 году создал собственную школу каратэ «Спартиат», из которой вышло много мастеров каратэ.
Подготовил много чемпионов и победителей соревнований разных уровней. Организовал и провёл в Минске несколько семинаров с легендарным мастером каратэ Хидэо Очи.
В 1988—2011 (22 года) руководитель спортивной специализации каратэ, доцент кафедры спорта в Белорусском национальном техническом университете (БНТУ). Под руководством А. Я. Вилькина сборная команда БНТУ 12 раз подряд (1999—2010) выигрывала Республиканскую Универсиаду по каратэ в абсолютном зачёте среди всех вузов Белоруссии.
В настоящее время — председатель Белорусской федерации Шотокан каратэ-до, главный тренер национальной сборной команды Республики Беларусь по Сётокан каратэ-до.
Женат, имеет дочь и сына. Жена Светлана (род. 1960) также знаменитый мастер каратэ, 6 дан, удостоена звания «Заслуженный мастер спорта Республики Беларусь» (1999), 15-кратная чемпионка мира и 18-кратная чемпионка Европы. Дочь Ольга (1980) и сын Алексей (1989) также известные спортсмены, чемпионы мира и Европы по каратэ.